# Palaeomicroides
Palaeomicroides is een geslacht van vlinders van de familie oermotten (Micropterigidae).

## Soorten
- P. caeruleimaculella Issiki, 1931
- P. costipunctella Issiki, 1931
- P. discopurpurella Issiki, 1931
- P. fasciatella Issiki, 1931
- P. marginella Issiki, 1931
- P. obscurella Issiki, 1931